# Tomme tønder buldrer mest
Tomme tønder buldrer mest er et ordsprog eller en talemåde der kan betyde, at den, der råber højest, ved mindst, eller at de mest frembrusende ofte er dem, der har mindst substans i deres ytringer eller projekter.
| Sprog | Spire Denne artikel om sprog er en spire som bør udbygges. Du er velkommen til at hjælpe Wikipedia ved at udvide den. |